# 閻村東駅
閻村東駅（えんそんひがしえき）とは中華人民共和国北京市房山区に位置する北京地下鉄房山線および燕房線の駅である。

## 駅構造
- 島式ホーム2面4線を有する高架駅である。房山線と燕房線の乗り換えは同一ホームにて可能な構造になっている[1][2]。

## 歴史
- 2017年12月30日：房山線延伸および燕房線開通に合わせて開業。[3]

## 隣の駅
北京地下鉄
■房山線
蘇荘駅 - 閻村東駅
■燕房線
閻村東駅 - 紫草塢駅